# Liste der Monuments historiques in Chatou
Die Liste der Monuments historiques in Chatou führt die Monuments historiques in der französischen Gemeinde Chatou auf.

## Liste der Bauwerke
| Bezeichnung               | Beschreibung | Standort                                | Kennzeichnung | Schutzstatus | Datum | Bild           |
| ------------------------- | ------------ | --------------------------------------- | ------------- | ------------ | ----- | -------------- |
| Château de la Faisanderie | Schloss      | 101, 103, 107 avenue Foch (Lage)        | PA00087400    | Inscrit      | 1977  | weitere Bilder |
| Kirche Notre-Dame         |              | (Lage)                                  | PA00087401    | Inscrit      | 1925  | weitere Bilder |
| Maison Fournaise          |              | 1, rue du Bac (Lage)                    | PA00087403    | Inscrit      | 1982  | weitere Bilder |
| Nymphäum                  |              | 6/8, avenue du Château-de-Bertin (Lage) | PA00087402    | Classé       | 1952  | weitere Bilder |

## Liste der Objekte

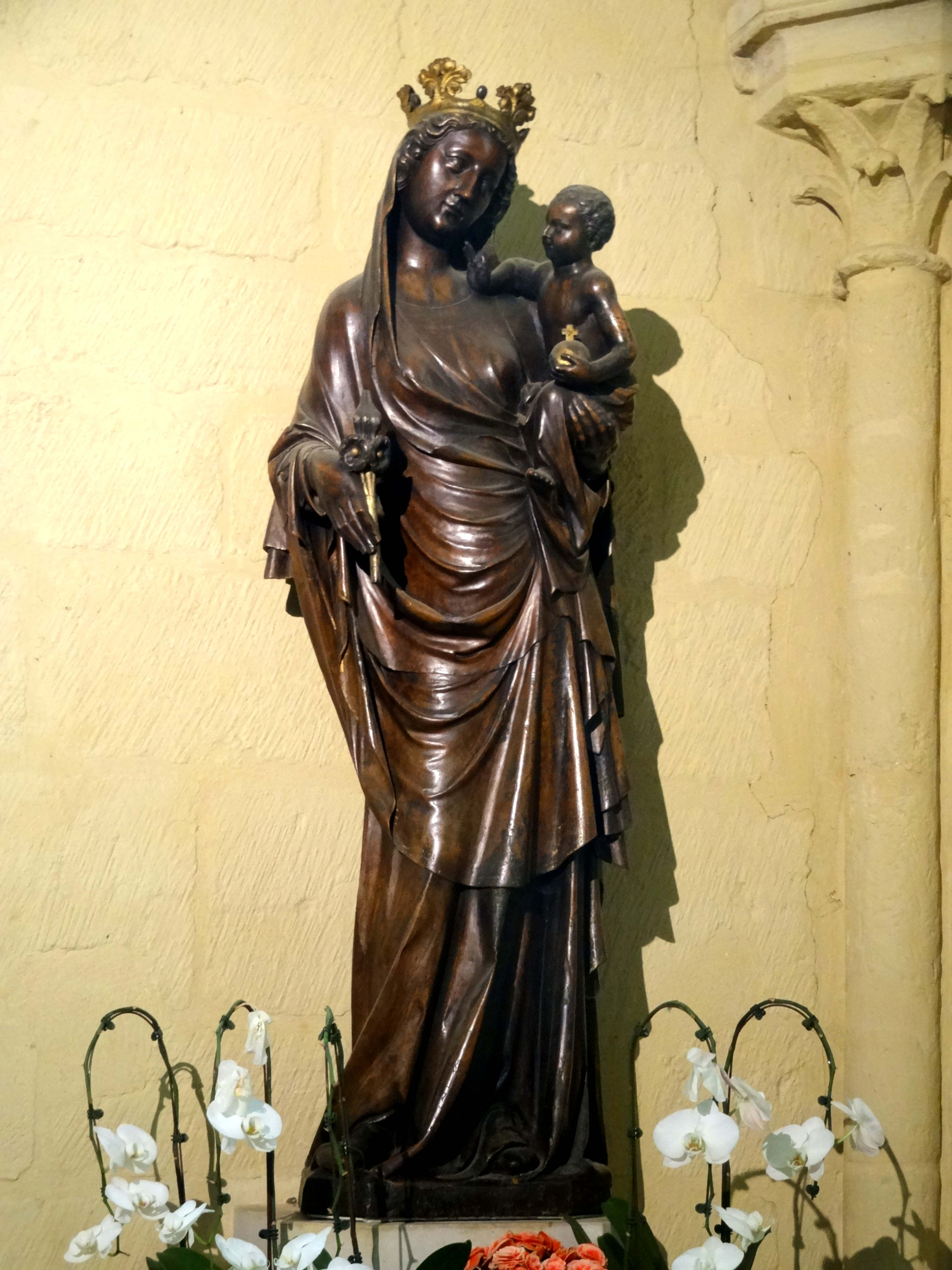
Skulptur Madonna mit Kind (14. Jahrhundert) in der Kirche Notre-Dame

- Monuments historiques (Objekte) in Chatou in der Base Palissy des französischen Kultusministeriums